# Bolandia pedunculosa
Bolandia pedunculosa là một loài thực vật có hoa trong họ Cúc. Loài này được (DC.) Cron mô tả khoa học đầu tiên năm 2006.